# National Lampoon's Vacation (série)
National Lampoon's Vacation é uma série de filmes de comédia que foca primariamente nas desventuras da família Griswold cujas tentativas de apreciar as férias e feriados são atormentados por contínuos desastres e situações ridículas.
Além do primeiro filme National Lampoon's Vacation ter sido um sucesso de bilheteria, os filmes da série são frequentemente reprisados na televisão: no Brasil, são exibidos regularmente na Sessão da Tarde e Cinema em Casa desde os anos 80 até os dias de hoje.
Em todos os filmes é sempre dada uma referência ao parque Walley World que no entanto, só aparece no primeiro da série e no último.

## Filmes
| Filme               | Data de lançamento      | Diretor(es)                             | Roteirista(s)                           | Produtor(es)                |
| ------------------- | ----------------------- | --------------------------------------- | --------------------------------------- | --------------------------- |
| Férias Frustradas   | 29 de julho de 1983     | Harold Ramis                            | John Hughes                             | Matty Simmons               |
| Férias Frustradas 2 | 26 de julho de 1985     | Amy Heckerling                          | John Hughes e Robert Klane              | Matty Simmons               |
| Férias Frustradas 3 | 01 de dezembro de 1989  | Jeremiah Chechik                        | John Hughes                             | John Hughes e Tom Jacobson  |
| Férias Frustradas 4 | 14 de fevereiro de 1997 | Stephen Kessler                         | Elisa Bell                              | Jerry Weintraub             |
| Férias Frustradas 5 | 20 de dezembro de 2003  | Nick Marck                              | Matty Simmons                           | Elliot Friedgen             |
| Férias Frustradas 6 | 29 de julho de 2015     | John Francis Daley e Jonathan Goldstein | John Francis Daley e Jonathan Goldstein | David Dobkin e Chris Bender |

### Vacation
O primeiro filme, lançado no Brasil como Férias Frustradas, foi lançado em 1983, dirigido por Harold Ramis e com roteiro de John Hughes, baseado na sua própria crônica para a revista cômica americana, National Lampoon. O filme tem como estrelas principais Chevy Chase, Beverly D'Angelo, Randy Quaid, Dana Barron e Anthony Michael Hall.

### European Vacation
O segundo filme foi lançado em 1985, com o nome de Férias Frustradas na Europa, no Brasil. Foi dirigido por Amy Heckerling e novamente estrelam Chevy Chase e Beverly D'Angelo.  Dana Hill e Jason Lively substituem Dana Barron e Anthony Michael Hall como os filhos. Uma vez que Hall recusou repetir o papel (ele decidiu estrelar em Mulher Nota 1000), os produtores decidiram substituir ambos os filhos. Este foi o único filme da série que não tem Randy Quaid como o primo Eddie. Foi exibido na Rede Globo de Televisão, no Brasil, com o título "Loucas Aventuras de uma Família Americana na Europa", em 1989.

### Christmas Vacation
Em 1989 foi lançado o terceiro filme, com o título brasileiro de Férias Frustradas de Natal.

### Vegas Vacation
O quarto filme foi lançado somente oito anos depois, em 1997, com o nome de Férias Frustradas em Vegas no Brasil. Neste filme, Christie Brinkley reaparece no seu papel de "garota na Ferrari vermelha".

### Christmas Vacation 2
Em 2003 foi lançado o que seria o quinto filme da série, com o título no Brasil de Férias Frustradas de Natal 2: As Aventuras do Primo Eddie na Ilha. Este último foi feito para televisão e o único em que os personagens de Chevy Chase e Beverly D' Angelo, como Clark e Ellen não aparecem.

### Vacation
Em 2015 foi lançado um novo filme Vacation considerado um reboot, que conta a história de Russell "Rusty" Griswold levando sua família ao parque Walley World.

## Elenco
Mudanças de elenco nos personagens recorrentes da série:
| Personagem                 | Filme                | Filme               | Filme                             | Filme               | Filme               | Filme                      |
| Personagem                 | Férias Frustradas    | Férias Frustradas 2 | Férias Frustradas 3               | Férias Frustradas 4 | Férias Frustradas 5 | Hotel Hell Vacation (2010) |
| -------------------------- | -------------------- | ------------------- | --------------------------------- | ------------------- | ------------------- | -------------------------- |
| Clark W. Griswold, Jr.     | Chevy Chase          | Chevy Chase         | Chevy Chase Devin Bailey (9 anos) | Chevy Chase         |                     | Chevy Chase                |
| Ellen Smith Griswold       | Beverly D'Angelo     | Beverly D'Angelo    | Beverly D'Angelo                  | Beverly D'Angelo    |                     | Beverly D'Angelo           |
| Audrey Griswold            | Dana Barron          | Dana Hill           | Juliette Lewis                    | Marisol Nichols     | Dana Barron         |                            |
| Russell Griswold           | Anthony Michael Hall | Jason Lively        | Johnny Galecki                    | Ethan Embry         |                     | Travis Greer               |
| Tia Edna                   | Imogene Coca         |                     |                                   |                     |                     |                            |
| Primo Edward Johnson       | Randy Quaid          |                     | Randy Quaid                       | Randy Quaid         | Randy Quaid         |                            |
| Garota da Ferrari Vermelha | Christie Brinkley    |                     |                                   | Christie Brinkley   |                     |                            |
| Roy Walley                 | Eddie Bracken        |                     |                                   |                     |                     |                            |
| Prima Catherine Johnson    | Miriam Flynn         |                     | Miriam Flynn                      | Miriam Flynn        | Miriam Flynn        |                            |
| Prima Vicki                | Jane Krakoewski      |                     |                                   | Shae D'Lyn          |                     |                            |
| Primo Dale                 | John P. Navin Jr.    |                     |                                   |                     |                     |                            |
| Jack                       |                      | William Zabka       |                                   |                     |                     |                            |
| Clark W. Griswold, Sr.     |                      |                     | John Randolph                     |                     |                     |                            |
| Nora Griswold              |                      |                     | John Randolph                     |                     |                     |                            |
| Arthur Smith               |                      |                     | E. G. Marshall                    |                     |                     |                            |
| Frances Smith              |                      |                     | John Randolph                     |                     |                     |                            |
| Prima Rocky Johnson        |                      |                     | Cody Burger                       |                     |                     |                            |
| Prima Ruby Sue Johnson     |                      |                     | Ellen Hamilton Latzen             |                     |                     |                            |
| Tio Lewis                  |                      |                     | William Hickey                    |                     |                     |                            |
| Tia Bethany                |                      |                     | Mae Questel                       |                     |                     |                            |
| Bill                       |                      |                     | John Randolph                     |                     |                     |                            |
| Todd Chester               |                      |                     | Nicholas Guest                    |                     |                     |                            |
| Margo Chester              |                      |                     | Julia Louis--Dreyfus              |                     |                     |                            |
| Sr. Frank Shirley          |                      |                     | Brian Doyle-Murray                |                     |                     |                            |
| Marty                      |                      |                     |                                   | Wallace Shawn       |                     |                            |
| Tio Nick                   |                      |                     |                                   |                     | Edward Asner        |                            |
| Tia Jessica                |                      |                     |                                   |                     | Muka Luka Miki      |                            |
| Clark Johnson              |                      |                     |                                   |                     | Jake Thomas         |                            |
| Claude                     |                      |                     |                                   |                     |                     | Bruce Fine                 |